# Hang Thun Hak
En aquest nom cambodjà, el cognom és Hang.
Hang Thun Hak (khmer: ហង្ស ធុនហាក់; Kampong Cham, 2 d'agost de 1926 - Phnom Penh, 18 d'abril de 1975) va ser un polític radical, acadèmic i autor de teatre cambodjà.

## Biografia
Nascut a la província de Kampong Cham, Hak va estudiar a París, on es va associar amb un grup d'estudiants radicals al voltant de Keng Vannsak, entre els que es trobaven molts dels futurs comunistes khmers. Va tornar a Cambodja el 1951, passant una temporada amb els lluitadors resistents anti-colonials de Son Ngoc Thanh, operant des dels boscos de l'àrea de Siem Reap; Hak va tornar a la vida pública el 1953, poc abans de la independència del país.
Durant el govern totalitari del Sangkum, dirigit pel príncep Norodom Sihanouk, Hang Thun Hak va ensenyar a l'Escola del Teatre Nacional, on la seva obra va ser central pel desenvolupament del teatre modern cambodjà. Va servir com a director del Teatre Reial d'Arts Plàstiques des de la seva fundació, el 1965. Moltes de les seves obres, com ara Thma Raom o Kanya Chareya (totes dues escrites a finals de la dècada de 1950), on atacava la corrupció del govern, a més de contenir grans elements de sàtira política; la relació propera entre Hak i la reina mare, Sisowath Kosamak, va ajudar a que les seves obres poguessin ser interpretades.
Quan es va produir el cop d'estat de 1970, liderat pel general Lon Nol, va provocar el final del règim de Sihanouk i l'establiment de la República Khmer. En un primer moment, Hak va ser associat amb el lideratge del partit Pracheachon agrupació socialista amb la que s'havia relacionat anys abans, però finalment es va unir al Partit Republicà Socialista de Lon Non. Entre el 17 d'octubre de 1972 i el 17 d'abril de 1973 va ser el primer ministre del país.
En aquella època, no obstant, la República s'havia vist enfangada en una guerra civil contra el Govern Reial de la Unió Nacional de Kamputxea, una coalició formada per Sihanouk i els seus antics oponents, els khmers rojos. Tot i la política americana d'ignorar Sihanouk a les negociacions, Hak va intentar contactar amb ell per intentar arribar a un acord; fins i tot es va posar en contacte amb un dels líders khmer roig, Hou Yuon. També va assegurar-se que la reina Kossamak, mare de Sihanouk, estigués protegida, acompanyant-la a Beijing el 1973. Hak va ser obligat a dimitir el 1973.
Després que Lon Nol fugís del país, l'1 d'abril de 1975, Hak va ser escollit membre del Consell de Govern que va intentar arribar a un acord d'alto-al-foc amb els comunistes.
Quan els khmers rojos van entrar a Phnom Penh, es va demanar a Hak que fugís del país, tot i que va decidir quedar-se per amor a Cambodja. No obstant, va aconseguir que la seva dona, el seu fill i la seva filla poguessin fugir als Estats Units. Finalment, va ser executat el 18 d'abril de 1975.